# Ilm-Saale-Platte
Die Ilm-Saale-Platte (auch Saale-Ilm-Platte genannt) ist eine südöstliche Teil-Randplatte des Thüringer Beckens in Thüringen, die nach dem Relief ein von Tälern durchschnittenes Muschelkalk-Plateau darstellt. Sie liegt in ihrem Zentralteil zwischen der Ilm unterhalb Dörnfelds und der Saale ab Eintritt ins Rudolstädter Stadtgebiet. Sie teilt sich auf in die Ilm-Saale Platte im engeren Sinne im Süd(südwest)en und die Jenaer Scholle, die sich nordnordöstlich der Linie Weimar–Magdala–Rothenstein anschließt.
Der hiesige Artikel beschränkt sich im Folgenden auf den Südteil, der sich links der Ilm bis Erfurt erstreckt. Demgegenüber wird die Jenaer Scholle in Jena von der Saale durchbrochen.

## Ausdehnung
Zwischen der Wipfra im Südwesten, der Stadt Erfurt im Nordwesten, Weimar im Norden, dem Magdalaer Graben, verlängert um die A4 und die Leutra im Nordosten, dem Mittleren Saaletal der Saale zwischen Rothenstein und Rudolstadt im Südosten und dem Paulinzellaer Vorland bzw. der Eichenberg–Gotha–Saalfelder Störungszone im westlichen Süden beträgt die Fläche der Ilm-Saale-Platte (ohne Jenaer Scholle) etwa 890 km². Hiervon entfallen rund 670 km² auf das eigentliche Muschelkalk-Plateau, etwa 80 km² auf die zentrale Buntsandstein-Einsenkung des Tannrodaer Waldlandes und etwa 140 km² auf die Buntsandstein-Abdachung zur Saale im Südosten.

### Landkreise und Städte
Das Gebiet der Ilm-Saale-Platte hat Anteile an den Landkreisen Ilm-Kreis im Südwesten, Saalfeld-Rudolstadt im Südosten, Saale-Holzland-Kreis im Nordosten und Weimarer Land im Norden. Im Nordwesten trifft es die kreisfreie Stadt Erfurt, im Norden Weimar; das Stadtgebiet Jenas wird im äußersten Osten nur marginal getroffen. Weitere, nicht kreisfreie Städte in Randlage sind Magdala im Nordosten, Rudolstadt im Südosten und Stadtilm im Südosten.
Städte im Inneren der Landschaft sind Blankenhain östlich des Zentrums auf dem Hauptplateau sowie Kranichfeld und Bad Berka zentral an der Ilm, in Randlage zum Tannrodaer Waldland.

## Naturräumliche Zuordnung

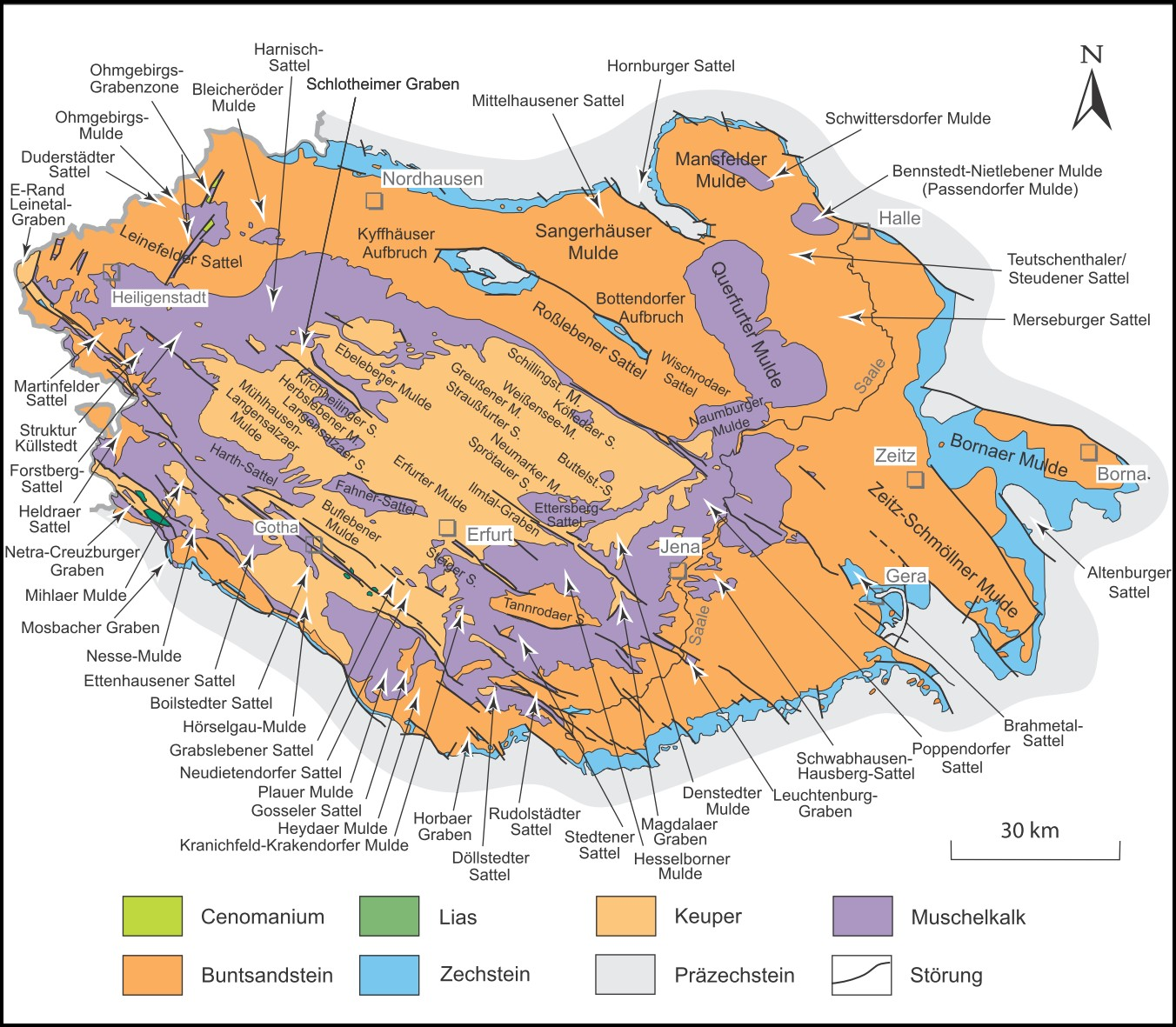
Geologische Struktur des Thüringer Beckens mit den Triasgesteinen Keuper (im Inneren), Muschelkalk (Randplatten) und Buntsandstein (äußere Umrahmung).
Gut erkennbar sind das inselartige Tannrodaer Waldland und die Keupersenke des Magdalaer Grabens im Nordosten.

Die Ilm-Saale-Platte (im engeren Sinne) stellt den zentralen Teil der naturräumlichen Muschelkalk-Haupteinheit Ilm-Saale- und Ohrdrufer Platte (474) innerhalb der Haupteinheitengruppe Thüringer Becken (mit Randplatten) (47/48) dar. Nach Nordnordosten wird sie durch die Jenaer Scholle, die man zur Ilm-Saale-Platte im erweiterten Sinne rechnen kann, fortgesetzt. Im Südwesten schließen sich die Reinsberge an, die die Ohrdrufer Platte einleiten.
Von der eigentlichen Platte geologisch und landschaftlich deutlich unterschieden sind das Tannrodaer Waldland als zentrale Einsenkung und die südöstliche Abdachung zur Saale, auf denen jeweils Buntsandstein ansteht. Die nur innerthüringisch existierende Gliederung Die Naturräume Thüringens der Thüringer Landesanstalt für Umwelt und Geologie (TLUG), die nicht in Haupt- und Untereinheiten, sondern nach primär anstehendem Gestein kategorisiert, gliedert entsprechend das Tannrodaer Waldland als eigenen Naturraum aus und ordnet die Südostabdachung der in der Hauptsache rechts der Saale liegenden Einheit Saale-Sandsteinplatte zu.

## Landschaft
Die wasserarmen Muschelkalk-Hochflächen sind durch eine Kalksteinflora bestimmt. Bewaldet sind sie insbesondere an den Schichtstufen zum Buntsandstein, die besonders an den Nahtstellen zum Tannrodaer Waldland recht schroff abfallen.

## Erhebungen
Orographisch trennt die Ilm bzw. die Schichtstufe zum Tannrodaer Waldland einen Westteil ab, während die Schichtstufe zur Südostabdachung eine weitere, nicht ganz so markante Schwelle darstellt.
Folgende Erhebungen im Muschelkalk sind erwähnenswert:
| Westteil - Riechheimer Berg (513 m), Westen, westlich des Tannrodaer Waldlandes - Willinger Berg (502 m), südöstlicher Zeugenberg - Quingerberg (483 m), nordöstlich des Tannrodaer Waldlandes - Königsstuhl (462 m), Schichtstufe zum Südwestrand des Tannrodaer Waldlandes - Steigerwald (bis 348 m), Nordwesten, Erfurt | Zentralteil - Singer Berg (583 m), südöstlicher Zeugenberg - Großer Kalmberg (548 m), westlicher Süden - Herrenberg (545 m), äußerster Südwesten - Blassenberg (525 m), östlich Teichels - Kretzberg (522 m), westlich Teichels - Kesselberg (522 m), äußerster Südosten - Kaitsch (497 m), Norden, nordöstlich des Tannrodaer Waldlandes - Windberg (484 m), Westen, nah der Ilm - Kesselberg (463 m), östlich des Tannrodaer Waldlandes - Zimmritzer Höhe (447 m), äußerster Nordosten - Harth (365 m), bei Bad Berka |